# Grosse Huwetz
Grosse Huwetz är en bergstopp i Schweiz.   Den ligger i distriktet Brig och kantonen Valais, i den södra delen av landet, 80 km sydost om huvudstaden Bern. Toppen på Grosse Huwetz är 2 923 meter över havet, eller 129 meter över den omgivande terrängen. Bredden vid basen är 0,98 km.
Terrängen runt Grosse Huwetz är huvudsakligen mycket bergig. Närmaste större samhälle är Naters, 7,5 km väster om Grosse Huwetz. 
Trakten runt Grosse Huwetz består i huvudsak av gräsmarker. Runt Grosse Huwetz är det glesbefolkat, med 10 invånare per kvadratkilometer.